# Darío Pérez
Darío Pérez Brito (né le 6 janvier 1957 à San Carlos (Uruguay)) est un médecin et homme politique, membre de la coalition de gauche du Front large et député de Maldonado.

## Parcours
À l'origine proche du Parti blanco, il se rapprocha du Front large en 1980, étant élu député en 1994 sur les listes de l'Assemblée Uruguay (centre-gauche, dirigé par Danilo Astori). En 1996, il se sépara de l'Assemblée Uruguay, pour diriger l'espace Cabildo 2000, devenant un leader important dans le département de Maldonado. Aux élections de 1999, son parti, membre du Front large, fit sensation, en obtenant deux députés. Pérez se présenta alors aux élections municipales de 2000, obtenant un bon score bien que défait par le blanco Enrique Antía.
Darío Pérez fut réélu député aux élections générales de 2004, remportées par le Front large. Se présentant de nouveaux aux municipales de 2005, il est de nouveau battu, tout en contribuant à la première victoire de la coalition de gauche à Maldonado, obtenue par Oscar de los Santos.
Il forma ensuite en 2008 l'Espace du Front large (Espacio Frenteamplista), avec les députés Fernando Longo, Carlos Maseda et Gonzalo Mujica, qui fut l'un des premiers groupes à soutenir la candidature de José Mujica (alors dirigeant Tupamaro et du Mouvement de participation populaire) à la présidence.
Il présenta ensuite sa propre liste au Sénat pour les élections générales de 2009. S'il n'est pas élu, il est en revanche réélu député à Maldonado.

## Source originale
- (es) Cet article est partiellement ou en totalité issu de l’article de Wikipédia en espagnol intitulé « Darío Pérez Brito » (voir la liste des auteurs).